# Billy Gould
Billy Gould (nacido como William David Gould; Los Ángeles, 24 de abril de 1963) es un músico y productor estadounidense, conocido por ser el bajista de la banda de metal alternativo Faith No More.

## Biografía
Empezó a tocar el bajo mientras estudiaba en el instituto Loyola de Los Ángeles con el teclista de Faith No More Roddy Bottum. Durante ese tiempo, una de sus primeras bandas se llamó The Animated, donde tocaba new wave. A finales de los 70 se mudó a San Francisco donde inició sus estudios y tocó con varias bandas underground. Allí conoció a Mike Bordin (batería) con quien formó un grupo llamado Faith No Man, con el que lanzaron dos canciones. Más tarde se convertiría en Faith No More.
Billy Gould usa un bajo Aria en We Care a Lot e Introduce Yourself, para luego cambiarlo por un Zon hasta los últimos días de Faith No More. En las canciones "Evidence" y "King for a Day" él usa un Fender Jazz Bass. Al principio usó amplificadores Peavey, para después cambiarlos por Ampeg.
Cambia la cuerda E a un D, quedando DADG, aunque obviamente solo en algunos temas. En el Fender usa afinación estándar (EADG).
Por lo general, en los temas fuertes y pesados de Faith No More, Billy utiliza púa, pero en los temas de carácter más suave se le ve ocupando sus dedos. También sabe manejarse con técnicas como el slap y el pop finger, utilizándolos en temas como Underwater Love y We Care a Lot.

## Carrera
Billy Gould es uno de los miembros que más compuso para Faith No More, junto a Patton.
Sus primeros pasos como productor fueron junto a Faith No More, produciendo Album of the Year con Roli Mosimann. También Vainajala de la banda finlandesa, CMX, en 1998. A su vez, el álbum 7 de la banda alemana, Harmful.
Es uno de los cinco fundadores del grupo mexicano de death metal Brujería, apareciendo desde el (EP) Demoniaco de 1990 hasta el álbum Brujerizmo, que salió en el 2000, acreditado como "Güero Sin Fe". En Brujería tocó la guitarra y el bajo, participando en algunos shows en vivo cuando la banda era más underground.
Formó Shandi's Addiction (con Maynard Keenan, Brad Wilk y Tom Morello) para un álbum de tributo a Kiss llamado Kiss My Ass: Classic Kiss Regrooved, donde tocan "Calling Dr. Love". Black Diamond Brigade, tributo a varios grupos de los '70s y '80s (con músicos de noruega)-entre ellos Satyr Wongraven de Satyricon-. Ha tocado con Wayne Kramer y Fear Factory.
A finales de los '90s, empieza a crear su propio sello, terminando así Koolarrow Records, del cual es su CEO.
En octubre del 2006, Billy se une oficialmente a Harmful a través de un mensaje de la banda, como cuarto miembro, tocando guitarra rítmica y ocasionalmente líder. Luego del lanzamiento de su álbum "7" -Producido por Billy- en marzo del 2007, hicieron un tour de presentación. Después de eso, la banda se mantuvo inactiva hasta un tour de despedida en noviembre y diciembre del mismo año. Ahora están en un hiato indefinido. Billy aparece en los vídeos "Elaine" y "Tension".
En el año 2008, se unió a Fear and the Nervous System, un proyecto de James "Munky" Shaffer, que incluye a miembros de Korn, Limp Bizkit, Bad Religion y otras colaboraciones. El álbum debió haber llegado en agosto pero ahora se espera para finales de año.
Billy ha grabado el bajo y el teclado, en la canción "Be Yourself!" del supergrupo de Bulgaria llamado "Tangra Mega Mullets".
Billy Gould está tocando el bajo en el nuevo grupo de Jello Biafra llamado "Jello Biafra and his Axis of Merry Evildoers", con el cual hicieron su debut en el cumpleaños 50 de Jello Biafra, el 16 y 17 de junio de 2008. 
Recientemente, aportó en la producción de la banda sonora del documental "The Sequential Art" , del director Noruego Espen J. Jörgensen. El documental trata sobre la historia del arte del cómic y se espera que salga en 2010.

## Discografía
Discografía no oficial de Billy Gould, como miembro, como colaborador (en algunas canciones) y productor.
Como miembro:
Faith No Man
- 1982: "Quiet in Heaven/Song of Liberty"

Faith No More
- 1985: "We Care a Lot"

- 1987: "Introduce Yourself"

- 1989: "The Real Thing"

- 1991: "Live at the Brixton Academy"

- 1992: "Angel Dust"

- 1995: "King for a Day... Fool for a Lifetime"

- 1997: "Album of the Year"

- 2015: "Sol Invictus (álbum)"

'Brujería
- 1990: "Demoniaco" (EP)

- 1992: "Machetazos" (EP)

- 1993: "Matando Gueros"

- 1994: "El Patrón" (EP)

- 1995: "Raza Odiada"

- 2000: "Marijuana" (EP)

- 2000: "Brujerizmo"

Fear and the Nervous System
- 2008: Álbum debut

Como colaborador:
- 1994: Kiss My Ass: Classic Kiss Regrooved

- 2005: Fear Factory - Transgression,

- 2006: Coma - Nerostitele

- 2008: Benediction - Killing Music

Como productor:
- 1997: "Album of the Year" de Faith No More

- 1998: "Vainajala" de CMX

- 2000: "Brujerizmo" de Brujería

- 2007: "7" de Harmful

2008: "To Lose A Name" de Unjust (Trabajo de pre - producción)